# Goldmoon
Goldmoon es un personaje ficticio de la serie de literatura de fantasía épica y los juegos de rol Dragonlance.
Goldmoon es la hija de Arrowthorn, de la tribu de los Que-Shu, que vivían en las praderas de Arena. Cuando se encontró con su futuro marido y el amor de su vida, Riverwind, éste pidió en matrimonio a Goldmoon y el Jefe lo consintió si traía una prueba de que existían los Antiguos Dioses. Así, Riverwind partió a por la prueba y tras largo tiempo regresó trayendo una vara de la diosa Mishakal, pero no lo consideraron válido y los dos huyeron del poblado dirigiéndose a Solace donde conocieron a Tanis, Caramon, Raistlin, Flint, Tas, Sturm y otros, los que serían sus compañeros de aventuras venideras. Goldmoon se casó con Riverwind y tuvieron un hijo y dos hijas, Wanderer, Moonsong y Brightdawun.
Goldmoon murió enfrentándose a Takhisis, la Reina de la Oscuridad, quien le quitó la juventud por negarse a seguirla. Finalmente fue enterrada en el cementerio de Solace.
- Datos: Q2894852